# Iglesia de San Isidro Labrador (Potosí)
La Iglesia de San Isidro Labrador fue un templo católico que estuvo ubicado en el antiguo pueblo de Potosí, en el estado Táchira de Venezuela. Tanto la iglesia como el pueblo se encontraban en la zona noreste de las áreas que hoy están sumergidas bajo el embalse Uribante del Complejo Hidroeléctrico Uribante Caparo, cuyo desarrollo motivó su desalojo y posterior inundación a mediados de los años 1980.

## Historia
La fundación del pueblo de Potosí se remonta a mediados del siglo XIX en el marco de la expansión del cultivo del café y la producción agrícola, y funcionó como proveedor de insumos y productos agropecuarios al vecino poblado de Pregonero. Tiempo después de su fundación ya contaba con un almacén, una escuela, una prefectura, una plaza y una iglesia.
En 1953 se finalizó la construcción de una iglesia dedicada a Isidro Labrador cuya torre campanario medía 26 metros de altura. Su estructura interior, así como la del campanario, fue elaborada con hierro y concreto, en contraposición con el cementerio y las casas aledañas, cuyas paredes fueron hechas con tierra pisada mezclada con pasto y piedra.

## Inundación
A inicios de los años 1980 se planificó la construcción de la represa La Honda y la creación del embalse Urbibante, los cuales estaban enmarcados en el megaproyecto del Complejo Hidroeléctrico Uribante Caparo. Con el fin de dar paso a las obras, el pueblo tuvo que ser desalojado en 1984 y sus habitantes reubicados en las zonas aledañas. Pese a que se llevó a cabo una dinamitación de la iglesia, su estructura de hierro impidió que la misma se derrumbara. El poblado fue sumergido casi en su totalidad por las aguas, quedando solamente la parte alta del campanario sobresaliendo por encima del nivel de las aguas, por lo que en los años sucesivos se le consideró como un medidor del nivel de agua del embalse, así como un recordatorio de la antigua aldea.

## Resurgimientos
Tanto el pueblo como la iglesia volvieron a ser noticia en 2016, cuando una sequía provocada por el fenómeno de El Niño hizo que las aguas del embalse Uribante se replegaran completamente. La iglesia y el cementerio quedaron así nuevamente al descubierto, lo que incluyó toda el área en un kilómetro a la redonda. Desde entonces, se ha convertido en una atracción tanto para turistas como para los descendientes de las familias que antes habitaban en el pueblo. El 9 de abril de 2022, y por primera vez desde la inundación, se celebró en las ruinas de la iglesia una misa en honor a san Isidro Labrador.